# Borsa de Madrid
La Borsa de Madrid és el principal mercat de valors d'Espanya. Té la seu al Palau de la Borsa de Madrid. El seu índex de referència és el "Índice General de la Bolsa de Madrid" IGBM.
Està integrada a la Sociedad de Bolsas y Mercados Españoles.

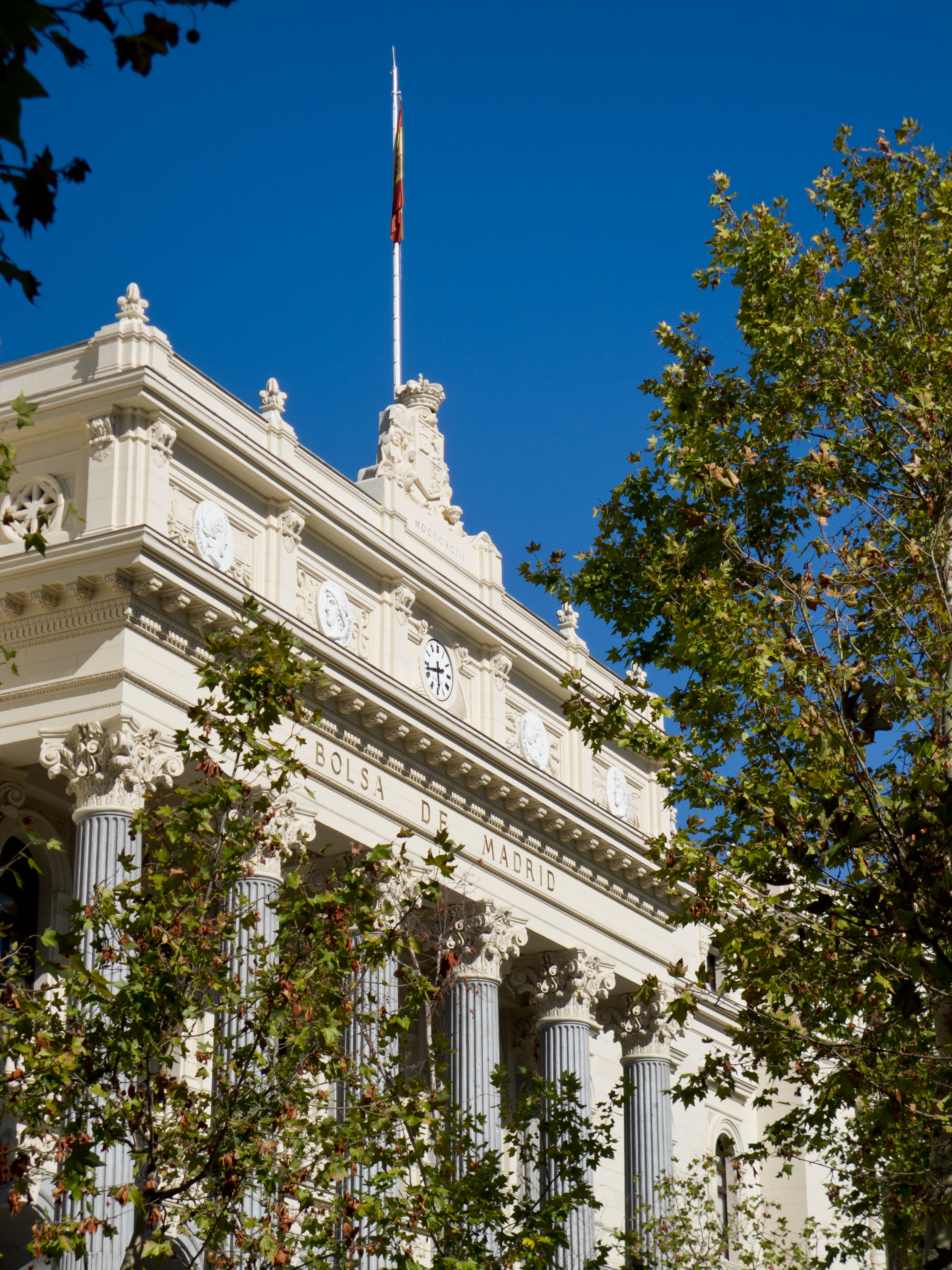
Borsa de Madrid, Espanya.

## Normes de funcionament
L'organització i funcionament depèn d'una Societat Rectora existent a l'efecte.

## Horari de mercat
L'horari del mercat continu (Sistema d'Interconnexió Borsària Espanyol o SIBE) és (modalidad open):
- Subhasta d'obertura: 	de 8:30h a 9:00h
- Mercat obert:	de 9:00h a 17:30h
- Subhasta de tancament:	de 17:30h a 17:35h